# Microcontinent briançonnais
Le microcontinent briançonnais ou île briançonnaise est un ancien microcontinent situé de nos jours dans les Alpes occidentales. Né au moment de l'ouverture de la Téthys alpine et de l'océan Valaisan au Jurassique supérieur, il se ressoude aux plaques eurasiatiques et adriatiques au Paléogène au cours de l'orogenèse alpine.
Son existence en tant que telle est sujette à discussion parmi les géologues, certains considérant que ce microcontinent ait pu être rattaché au terrane ibérique via ce qui deviendra la Corse, la Sardaigne et les îles Baléares.
Il tire son nom de la ville française de Briançon.